# Grace Holloway
Grace Holloway est un personnage de fiction jouée par Daphne Ashbrook dans le téléfilm Le Seigneur du Temps (1996) dérivé de la série Doctor Who. Chirurgienne cardiologue de San Francisco, Grace est considérée comme étant la seule compagne du 8e docteur à avoir été vue à la télévision.

## Le personnage dans l'univers de Doctor Who
Chirurgienne cardiaque de garde dans un hôpital de San Francisco, Grace est appelée pour y soigner le Septième Docteur, blessé dans une guerre de gang à Chinatown dans laquelle il s'est retrouvé par erreur. Ne sachant pas que celui-ci est un extra-terrestre et ignorant sa physiologie, l'intervention de Grace finie par le tuer. Après sa régénération, le huitième Docteur désorienté tente de la retrouver car c'est la dernière personne qu'il a vue. Ensemble, ils tentent d'empêcher le Maître d'ouvrir l'Œil d'Harmonie et de détruire la Terre la veille du 1er janvier 2000. À la fin, Grace demande au Docteur de rester, mais celui-ci repart dans le TARDIS.

## Caractérisation du personnage
À l'origine, la nouvelle assistante du Docteur devait être une volontaire de la seconde guerre mondiale, nommée Jane McDonald, mais avec l'arrivée du scénariste Matthew Jacobs cette idée fut abandonnée au profit d'un personnage de chirurgienne moderne. D'abord nommée Kelly Grace (en hommage à la princesse Grace Kelly) puis Grace Wilson avant de devenir Grace Holloway.
Dans l'épisode, le personnage est plaqué peu de temps avant le début de l'épisode par son petit ami et elle démissionne de son travail à la suite du cas du Docteur. Le Docteur la décrit comme « ennuyée de la vie mais ayant peur de mourir. » C'est une personne chaleureuse et pleine de compassion qui fut déçue de la vie lorsqu'elle compris qu'elle ne pourrait jamais vaincre la mort. Toutefois elle s'efforce de masquer sa propre insécurité en tentant d'aborder un visage froid. Le Docteur lui fait regagner sa confiance perdue en la vie et une romance s'amorce entre elle et lui.

## Apparition dans d'autres médias
Le personnage n'est jamais réapparu officiellement dans la série après le téléfilm. Toutefois dans Unnatural History, un roman tiré de la collection « The Eighth Doctor Adventures » et racontant des histoires de ce Docteur, le personnage réapparaît. On la voit réapparaître aussi dans un comic-book nommé The Fallen.
Le personnage devait apparaître dans des romans et des pièces audiophoniques tirées de la série, mais celui-ci appartenant à Universal (la société ayant produit le téléfilm) sa réutilisation est assez rare.